# Tuerie du lycée technique de Kertch
La tuerie du lycée technique de Kertch, en Crimée, survenue le 17 octobre 2018, fait 22 morts, dont l'assaillant, et au moins 50 blessés, selon le bilan provisoire disponible au 18 octobre 2018. L'attaque est qualifiée par les médias russes de « Columbine russe ».

## Déroulement

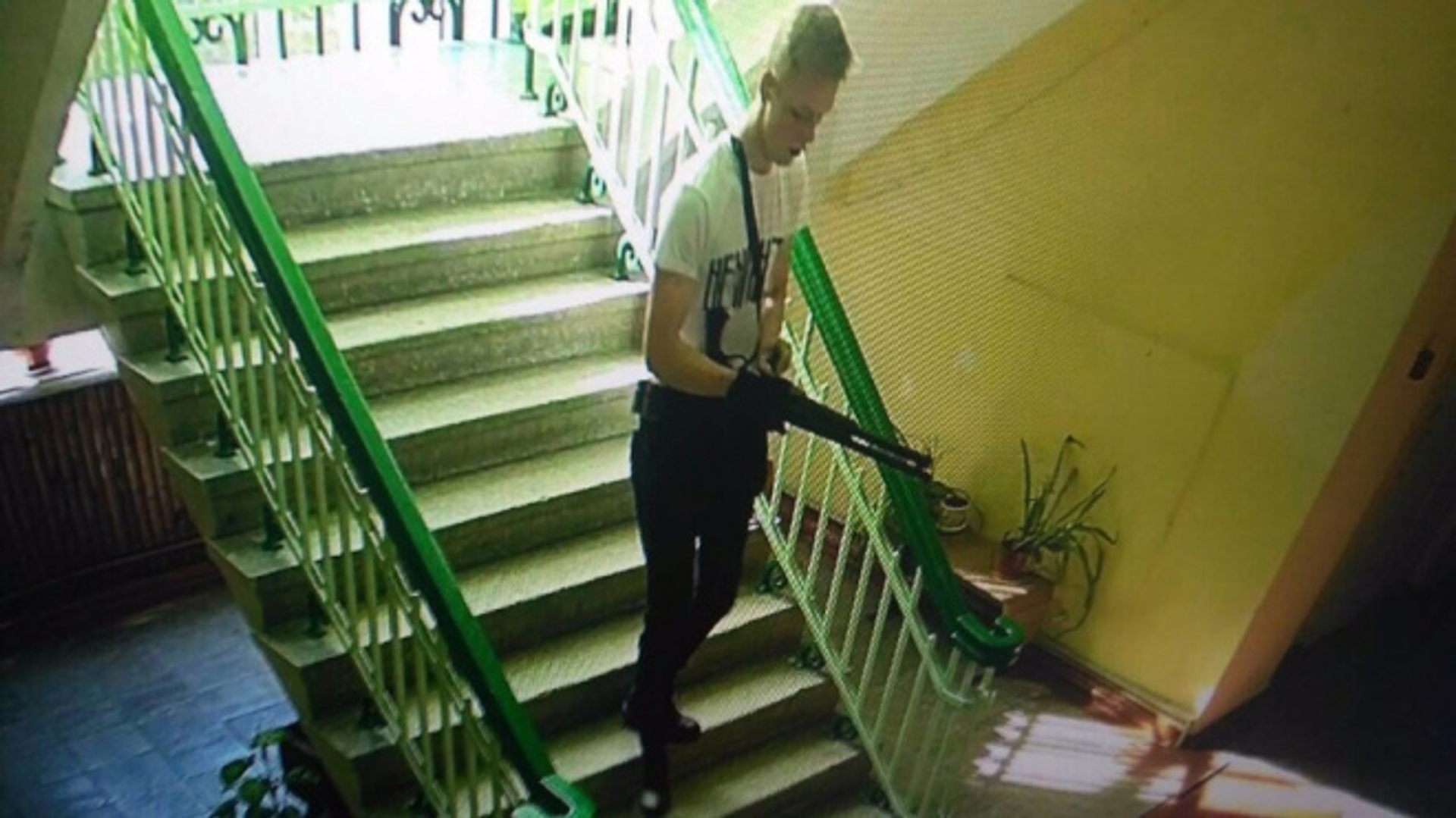
Le tireur filmé par une caméra de vidéosurveillance.

Le mercredi 17 octobre 2018, Vladislav Roslyakov entre dans son lycée, où il suit une formation d'électricien, armé d'un fusil à pompe et de grenades artisanales. Il porte des vêtements qui rappellent ceux portés par Eric Harris, un des deux tireurs de la fusillade de Columbine en 1999, le jour du massacre.
À l'intérieur, il agit de manière méthodique, lançant une grenade dans chaque salle qu'il attaque avant d'abattre au fusil les personnes qui s'y trouvent. Il finit par se rendre dans la bibliothèque où il se suicide, là encore comme l'avaient fait les meurtriers de Columbine.
À l'été 2019, plusieurs mois après les faits, Olga Grichtchenko (en russe : Ольга Грищенко), professeur d'économie, meurt de ses blessures malgré plusieurs opérations chirurgicales. Elle est la 22e victime de la tuerie.

## Réactions

### Russie
Le président russe Vladimir Poutine, qui se trouve à Sotchi au moment des faits, blâme « la mondialisation » et « les réseaux sociaux » sur internet, qu'il accuse d'offrir aux jeunes gens les plus instables des « substituts d'héroïsme » virtuels qui mènent à de tels événements.

### Ukraine
L'Ukraine, avec le soutien des Nations unies, revendique la souveraineté sur la Crimée depuis l'annexion de cette dernière par la Russie en 2014 à la suite d'un référendum contesté. La vice-présidente de la Rada, Iryna Herachtchenko, le rappelle et s'en prend au « régime d'occupation » russe, « incapable de garantir la sécurité des Criméens ». L'Ukraine ouvre sa propre enquête, partant du principe qu'il s'agit d'une affaire intérieure au pays et que les victimes sont des citoyens ukrainiens.

## Enquête

### Auteur
L'auteur de la tuerie se nomme Vladislav Roslyakov (en russe : Владислав Росляков). C'est un élève du lycée âgé de 18 ans, étudiant en quatrième année et boursier, inscrit dans la spécialisation « Montage, ajustage et exploitation de l’appareillage électrique des bâtiments industriels et civils ». Élève moyen, il est décrit comme « très renfermé » par ses camarades, qu'il ne fréquente pas. Il n'est pas non plus sur les réseaux sociaux. Il vit seul avec sa mère, Galina Roslyakov, aide-soignante dans une clinique oncologique.
En août 2018, devenu majeur, il cherche à obtenir un permis de chasse, chose faite un mois plus tard. Il acquiert ensuite un fusil à pompe et 250 cartouches auprès d'une armurerie locale. Dans le même temps, s'aidant d'internet, il met au point des explosifs rudimentaires à base de poudre, grenaille et clous.
Après le drame, sa mère Galina, qui travaillait aux urgences et a accueilli des victimes de la tuerie, est internée en hôpital psychiatrique après avoir tenté de mettre fin à ses jours.
Igor Roslyakov (en russe : Игорь Росляков), le père de Vladislav, meurt en décembre 2019 à l'âge de 53 ans après avoir été blessé à la tête au cours d'une agression.